# Pierre couverte (Parigné-le-Pôlin)

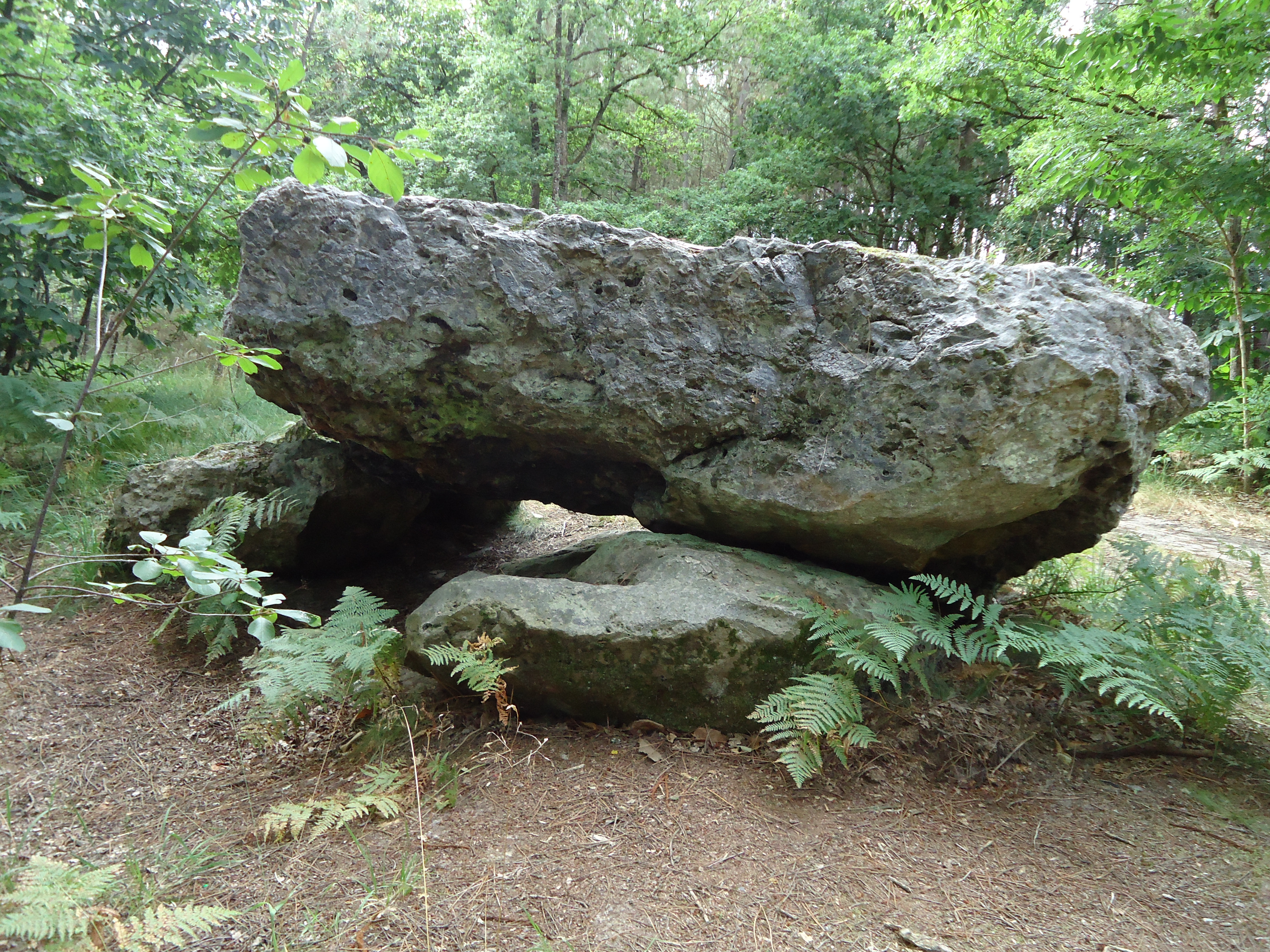
Pierre couverte (Parigné-le-Pôlin)

Der Dolmen Pierre couverte (auch Bois de Bruon oder Pierre druidique genannt) liegt im Wald von Le Bruon, nordwestlich von Parigné-le-Pôlin bei Allonnes im Département Sarthe in Frankreich. Dolmen ist in Frankreich der Oberbegriff für neolithische Megalithanlagen aller Art (siehe: französische Nomenklatur).
Der Pierre couverte ist ein zusammengestürzter Dolmen, dessen etwa 2,0 × 1,5 m messender Deckstein aus Sandstein beinahe horizontal auf den verkippten Tragsteinen liegt.
Der Dolmen ist seit 1982 als Monument historique eingestuft.